# 19P/Borrelly

Porovnání dráhy komet Borrelly, Ikeya-Zhang a Halleyovy komety

19P/Borrelly je krátkoperiodická kometa s oběžnou dráhou 6,86 let. První záznam o této kometě pochází z 28. prosince 1904. Ke Slunci se přibližuje nejvíce na 203 miliónů km. 
22. září 2001 proletěla kolem komety sonda NASA Deep Space 1 a zjistila, že kometa má jádro dlouhé 8 km a tvar podobný kuželce. Kometa odráží pouhá 3 % dopadajícího slunečního záření, proto má nejtmavší známý povrch z komet ve vnitřní části Sluneční soustavy. Led v jádru je skrytý pod vrstvou horkého, suchého a jako uhel černého povrchu.